# 宋庄文化公园
宋庄文化公园是一座位于北京市通州区宋庄镇的公园，南邻潞苑北大街，东至六环西辅路，中坝河穿园而过，总面积882亩。此公园布局为“一轴、两区、十景”。一轴：串联两大功能区，为宋庄文化艺术展示平台；两区：宋庄艺术游览区、森林生态体验区；十景：宋园新颜、绿野欢声、艺海花径、碧水秋韵、连廊汇景、茂林花影、露天舞台、劲草筠石、林海漫步、锦台缤纷。